# Psychonoctua
Psychonoctua is een geslacht van vlinders uit de familie van de Houtboorders (Cossidae). De wetenschappelijke naam is voor het eerst gepubliceerd in 1865 door Augustus Radcliffe Grote.
De soorten van dit geslacht komen voor in Noord-, Midden- en Zuid-Amerika.

## Soorten
- Psychonoctua albogrisea (Dognin, 1916)
- Psychonoctua cracens Yakovlev, Penco & Naydenov, 2020
- Psychonoctua diiorioi Yakovlev, Penco & Naydenov, 2020
- Psychonoctua gilensis (Barnes & McDunnough, 1910)
- Psychonoctua jamaicensis (Schaus, 1901)
- Psychonoctua masoni (Schaus, 1894)
- Psychonoctua personalis Grote, 1865
- Psychonoctua poam Dyar, 1918
- Psychonoctua ravida Yakovlev, Penco & Naydenov, 2020
- Psychonoctua terrafirma Schaus, 1911
- Psychonoctua unilinea Dyar, 1925
- Psychonoctua xuna (Dyar & Schaus, 1937)